# Adé Dudu - Grupo de Negros Homossexuais
O Adé Dudu - Grupo de Negros Homossexuais, foi fundado na cidade de Salvador, no dia 14 de março de 1981. O nome do grupo é originado do iorubá e significa “negro homossexual”, e contou em sua fundação com nomes importantes do Movimento Negro Unificado (MNU) como Tosta Passarinho, o jornalista Hamilton Vieira que na época utilizava o pseudônimo Estêvão dos Santos, Ermeval da Hora e Wilson Bispo dos Santos, hoje Wilson Mandela.  O grupo manteve intensa atuação na primeira metade da década de 1980, denunciando principalmente o racismo enquanto estrutural na sociedade brasileira e o "duplo preconceito" vivido por negros LGBT+.

## História
A fundação do grupo Adé Dudu aconteceu na noite de 14 de março de 1981, na cidade de Salvador, após um longo período de articulação, contatos e discussões. No ano de 1978, muitos movimentos socias passaram a se articular abertamente. Esse é o caso do MNU, que intensificou e nacionalizou o Movimento Negro. Nesse mesmo período o Movimento Homossexual Brasileiro começou a se organizar politicamente e teve no tabloide carioca Lampião da Esquina um importante catalizador. O Lampião nacionalizou a "bixórdia", retirou os homossexuais dos guetos e trouxe importantes discussões em suas páginas. Tendo distribuição nacional o periódico construiu uma grande rede de leitores, dentre os quais estavam muitos dos futuros integrantes do Adé Dudu.    
Os sujeitos que viviam o duplo preconceito foram se posicionando e abrindo caminho para a aproximação entre o  Movimento Homossexual e o Movimento Negro. A participação do Somos: Grupo de Afirmação Homossexual, um dos primeiros de seu tipo no Brasil, nas atividades realizadas pelo MNU para o Dia da Consciência Negra de 1978, revelam a construção de um espaço de solidariedade entre os dois movimentos. Todavia, os homossexuais negros de São Paulo, que anteriormente compunham o grupo SOMOS reconheceram a importância de debater as próprias experiências e assim criaram em 1980, o Grupo de Negros Homossexuais de São Paulo (GNH-SP), mas o grupo teve vida curta e acabou 9 meses depois de sua criação.       
Em março de 1979 a icônica edição nº 4 do jornal anarquista O Inimigo do Rei trouxe em sua capa em letras garrafais, a manchete “Além de Preto, Bicha!”, que buscava evidenciar a profunda discriminação contra homossexuais negros por parte da sociedade e convidá-los a se organizar politicamente. O autor da matéria era o estudante de jornalismo da Universidade Federal da Bahia (UFBA), Hamilton Vieira, que no futuro iria integrar o grupo Adé Dudu. A expressão “Além de preto, bicha”, foi apontada no depoimento de um bailarino de 20 anos, que usava o pseudônimo “Nega Fulô”, que na verdade era Dionisius Filho, que dois anos depois participou da  fundação do Adé Dudu .  
Na carta de fundação do Adé Dudu o grupo destacou a necessidade de se discutir suas próprias questões e se organizar para que assim pudessem “trabalhar em conjunto com outras pessoas e grupos de homossexuais, negros, mulheres, setores populares”.  É nesse contexto de muita euforia que o Adé Dudu promove diversas ações para denunciar o racismo enquanto estruturante da sociedade brasileira e o "duplo preconceito" vivido por negros LGBT+, visto que aquela época era "proibido" o negro ser. 
Os membros do grupo tinham trajetórias e experiências de vida bem diferentes. Wilson Santos era economista e funcionário público. Já Ermeval da Hora era operário numa fábrica e Tosta Passarinho alternava entre serviços temporários desde que voltou de um auto-exílio que o fez percorrer a América Latina durante a década de 1970. Outro que integrou o grupo foi o jornalista Hamilton Vieira. homossexual. 

### Atuação
A primeira atividade realizada pelo Adé Dudu, uma pesquisa com os homossexuais de Salvador, ocorreu entre os meses de março e setembro de 1981. Com o intuito de entender melhor o perfil social, econômico e cultural de pessoas negras e homossexuais, a pesquisa foi realizada estrategicamente logo após o feriado de Carnaval, época em que a cidade de Salvador ficava cheia de homossexuais vindos de cidades menores da região. Foram entrevistados 102 pessoas, o que possibilitou a montagem de um importante panorama acerca da comunidade LGBT+ da região ainda no período da redemocratização. Uma das principais conclusões que o grupo chegou a partir das entrevistas foi a hesitação da comunidade em falar sobre a LGBTfobia e o racismo. A pesquisa foi muito importante para a elaboração e divulgação de uma agenda de problemas comuns. Os resultados da empreitada do grupo foram divulgados ainda em 1981, nos eventos e atividades que compunham semana da Consciência Negra.   
Além de muito presente na comunidade o Adé Dudu foi muito atuante dentro do Movimento Negro e do Movimento Homossexual. Ainda nos seus primeiros meses de existência o grupo participou do II Congresso do MNU em Belo Horizonte, onde foi apresentado um conjunto de propostas que incluíam  o mapeamento de homossexuais em grupos de militância negra, o debate interno sobre sexismo, e o início do diálogo sistemático com grupos do Movimento Homossexual. Entre os dias 8 e 15 de julho de 1981  participaram da 33ª reunião da Sociedade Brasileira para o Progresso da Ciência (SBPC) que aconteceu na UFBA, em Salvador, também compuseram a Comissão Organizadora do II EBHO – o Segundo Encontro Brasileiro de Homossexuais, em 1984, em Salvador, além de várias outras ações.   

### Fim do grupo e legado
O grupo chegou ao fim sem muito alarde, 10 anos após a sua fundação e os seus membros migraram para outros campos de atuação. O militante Wilson Santos concluiu seu curso de Direito, e deu  continuidade a sua militância no Movimento Negro e na política partidária. Já Ermeval da  Hora concluiu seus cursos de Administração e Pedagogia, e atuou no ensino, na política educacional e na vereança (1993-1997) em Itaparica-BA. O jornalista do grupo Hamilton Vieira (1955-2012) foi fundamental para ainda na década de 1980 a inclusão da agenda do movimento negro na imprensa local. A herança do Adé Dudu se perpetuou e, em 1995 foi fundado em Salvador o Quimbanda-Dudu, um grupo de negros homossexuais ligados ao Grupo Gay da Bahia (GGB), que ao longo de uma década, mais ou menos, atuou em favor dos direitos humanos e contra o racismo, o machismo, a homofobia e também contra a epidemia do vírus HIV e da AIDS.